# Arde la sangre
Arde la sangre, también denominada ALS por las siglas, es una banda argentina de metal y power rock, formada en Buenos Aires en el año 2020. La misma está conformada por los exintegrantes de la banda Carajo, Marcelo Corvalán y Tery Langer; Nacho Benavides, ex baterista de Sentencia Previa; y Luciano Farelli, reconocido productor musical e integrante de la banda Parteplaneta. 
Ha publicado dos discos de larga duración: La cura (2021) y Pase lo que pase (2024), así como dos EPs: El Comienzo (Live Session) (2021) y Rompiendo Silencios (2022). En 2022 ganaron su primer Premio Gardel al mejor Álbum de Rock Pesado/Punk, por La cura. 

## Reseña biográfica

### Comienzos
El 9 de mayo del 2020, en plena cuarentena causada por la pandemia del COVID-19, se formó Arde La Sangre de manera virtual. Desde ese día empezaron a componer las canciones desde sus casas, se iban enviando los archivos de lo que cada uno había compuesto para ir juntando las ideas.Fue recién a finales de ese mismo año que pudieron ingresar por primera vez a una sala de ensayo y grabar las primeras cuatro canciones que marcaron el comienzo del proyecto.
Se dieron a conocer un año después, el 9 de mayo de 2021, comunicando que se estarían presentando a través de un IG Live el 12 de mayo del mismo año. Durante la transmisión en vivo, anunciaron el lanzamiento del EP denominado El Comienzo (Live Session), que estaría disponible a partir de ese 14 de mayo en todas las plataformas digitales, teniendo en Youtube una introducción en la cual los integrantes hablan acerca del surgimiento de la banda seguida de los videoclips correspondientes a cada canción del EP.

### La cura (2021)
El 8 de octubre de 2021 salió a la luz su primer álbum de estudio La cura. El mismo cuenta con catorce canciones, de las cuales cuatro de ellas ya se encontraban en versión vivo en el EP.

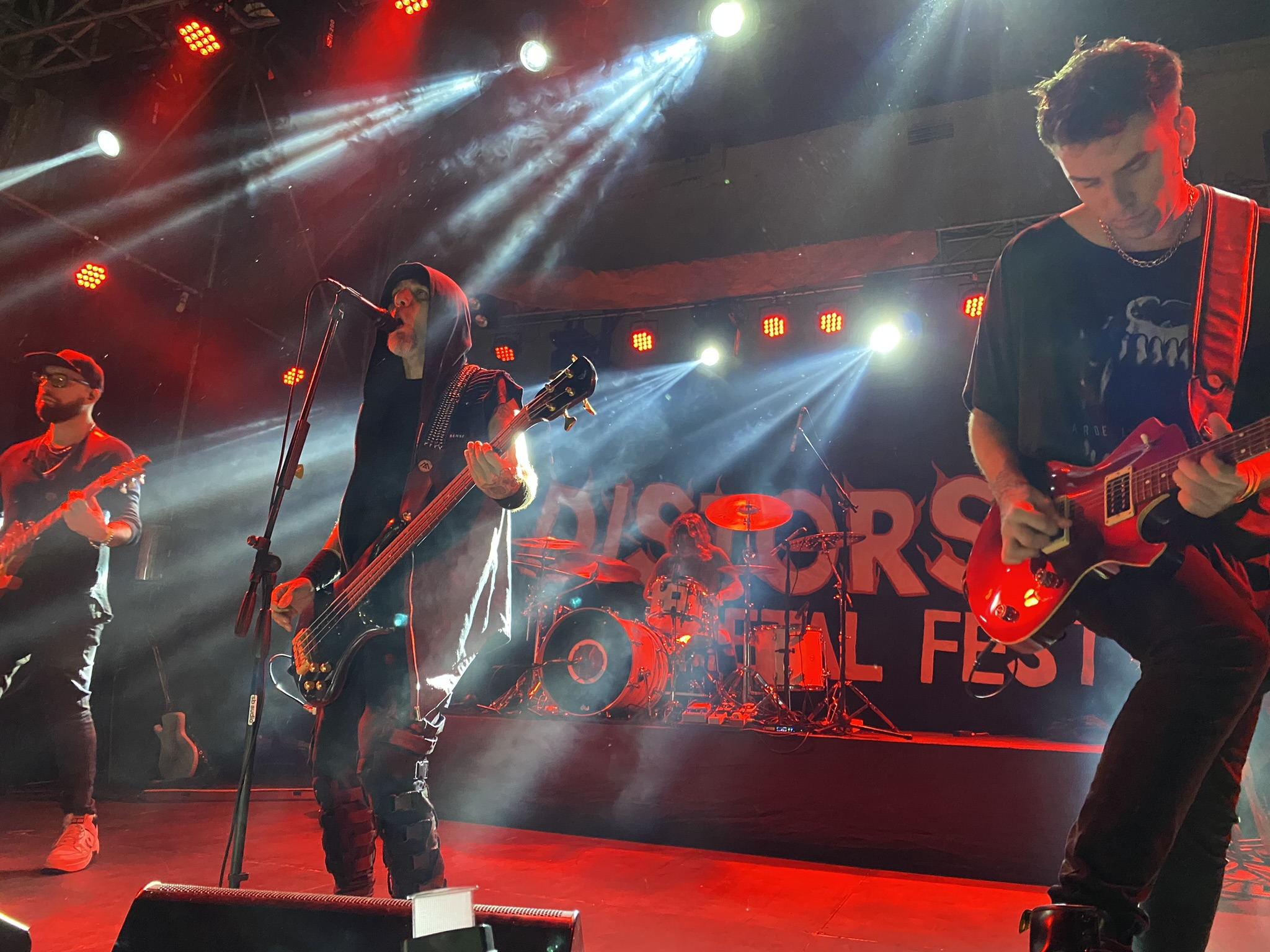
Arde La Sangre en el Distorsión Metal Fest. Paraguay, mayo 2023 - Ph: Ailyn Ramírez

La banda no tardó en comenzar con la gira nacional para presentar su primer material, empezando el tour el 5 de noviembre del 2021 en la ciudad de Córdoba, donde aparte de tocar todas las canciones de La Cura, también agregaron algunos temas de Carajo como ser «Luna Herida», «Joder», «Libres», «Chico Granada», «Pura Vida» y también «El Nuevo Camino del Hombre» de A.N.I.M.A.L. El 12 de noviembre de ese año, con el Teatro Ópera lleno, fue el gran debut en la ciudad de Buenos Aires. El 23 de abril del 2022 fueron banda soporte en el show de Kiss en el Campo Argentino de Polo y más tarde ese mismo año, el 8 de diciembre en el Movistar Arena, abrieron para Slipknot en el Knotfest.
Continuaron con la gira por las ciudades de Rosario, Santa Fe, Mar del Plata, Bahía Blanca, Cipolletti, San Miguel, Mendoza, Paraná, entre otras, y el 16 de junio del 2022 dieron su primer show en el exterior, tocando en la ciudad de Concepción, Chile.
Luego de La Cura, el siguiente material en ser lanzado fue Rompiendo Silencios el 28 de octubre del 2022, EP que consta de cuatro canciones: «El Reino Maldito», «Acertijos», «Aguantar» y «Lanzallamas».

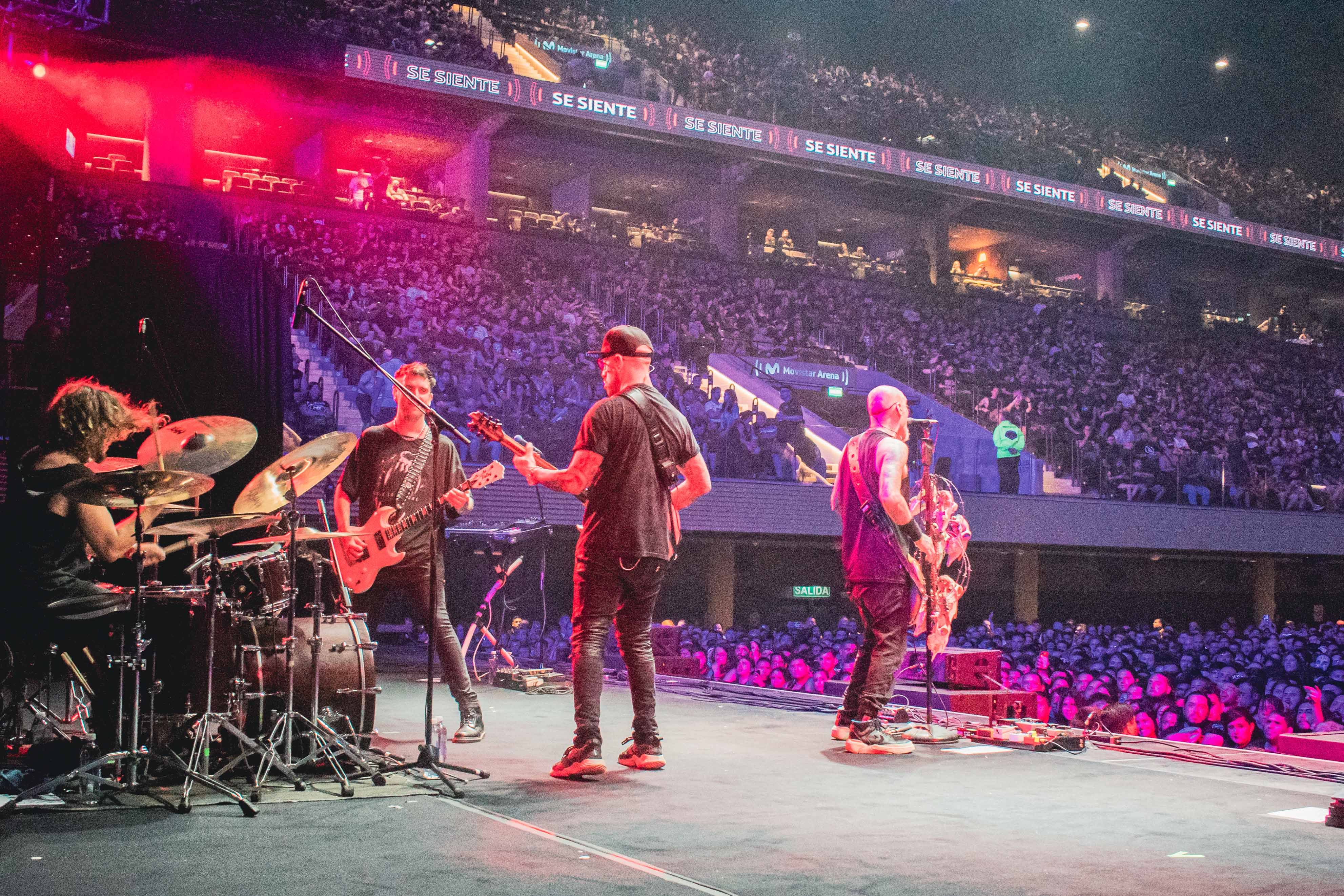
Arde la Sangre en el Knotfest. Bs As, Argentina, diciembre 2022 - Ph: Matias Ruggeri

Casi un año después, el 20 de mayo del 2023 fue Paraguay el segundo país en el que brindaron un show internacional, pero en esa ocasión presentando el EP Rompiendo Silencios.

### Pase lo que pase (2024)
El 29 de septiembre de 2023 se estrenó en todas las plataformas el nuevo sencillo denominado «OBDC» el cual cuenta con la participación de Miny, vocalista de Post20. El mismo día se estrenó el videoclip oficial filmado por Noctisfilms en Roxy Live, el cual contó con la participación de varios fans como extras.
El sencillo forma parte del álbum Pase lo que pase lanzado el 17 de octubre de 2024.

## Estilo musical e influencias
En sus inicios, Marcelo Corvalán, en una entrevista para el diario Rio Negro, comentó que estaban en una búsqueda personal para poder encontrar el sonido propio de Arde la sangre, buscando construir algo más moderno y a la vez un tanto ochentoso agregando los sintetizadores, en relación con lo que venía haciendo anteriormente con Tery Langer en Carajo. La banda tiene ligado su sonido al metal, pero cada integrante le va aportando su estilo propio, que le da un tono clásico pero también moderno, generando un sonido particular.
Entre muchas otras, las principales influencias musicales de Arde La Sangre son Linkin Park, Nine Inch Nails, Limp Bizkit, Korn, Deftones, Architects, Bad Omens, Spiritbox, Wage War, I Prevail, Bring Me The Horizon, Sleep Token, Helmet, Pantera, The Prodigy, Papa Roach, Sevendust.

## Premios y nominaciones

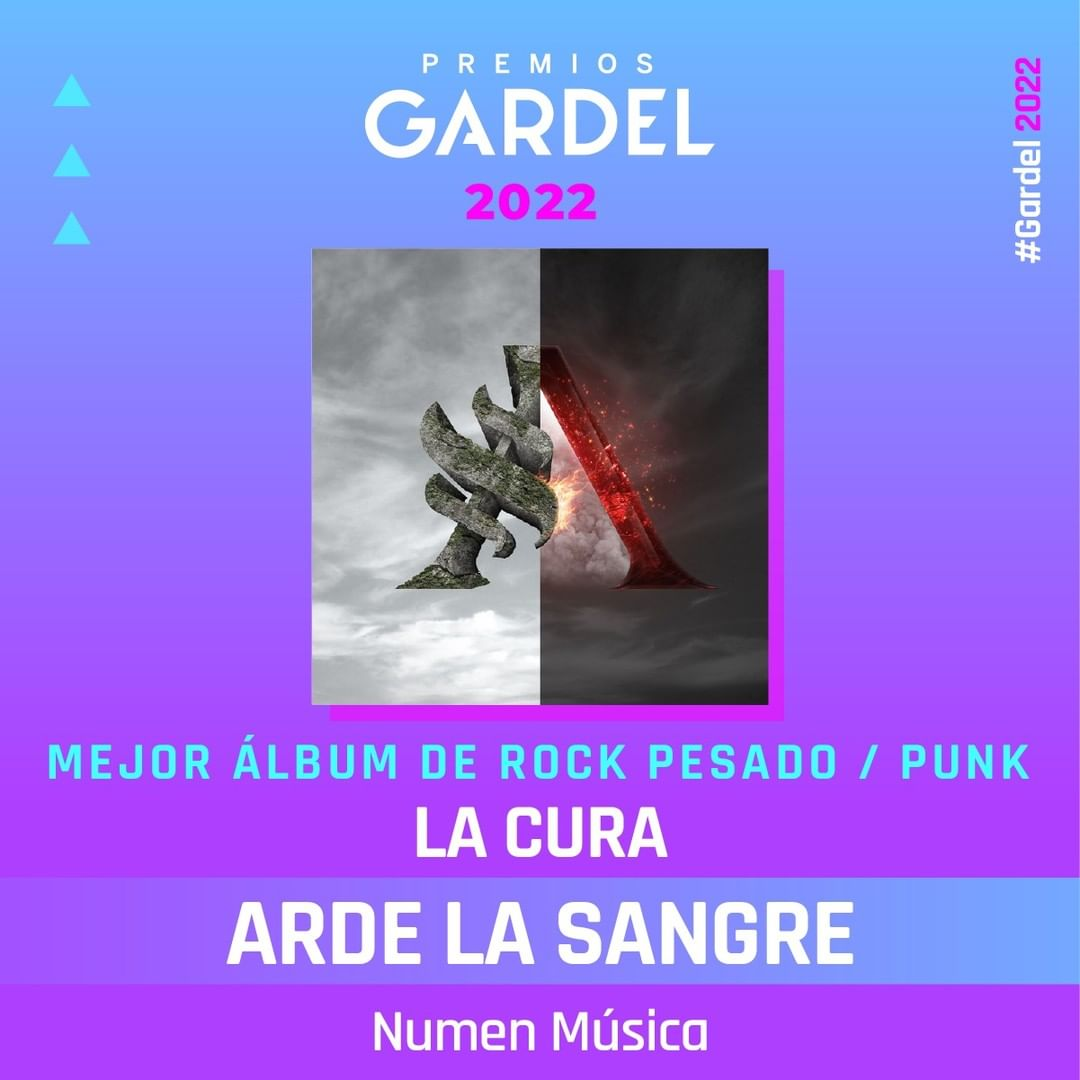
La Cura, Mejor Álbum de Rock Pesado. Premios Gardel 2022

| Año  | Nominado | Galardón                          | Resultado | Ref.  |
| ---- | -------- | --------------------------------- | --------- | ----- |
| 2022 | La Cura  | Mejor Álbum de Rock Pesado / Punk | Ganador   | [ 1 ] |

## Miembros
| - Marcelo "Corvata" Corvalán: voz y bajo - Luciano "Tano" Farelli: guitarra, sintetizadores, programación y coros - Ignacio "Nacho" Benavides: batería - Hernán "Tery" Langer: guitarra y coros |

## Discografía

### Álbumes de estudio
- 2021: La Cura

| Sencillos |                                           |          |  |
| N.º       | Título                                    | Duración |  |
| 1.        | «Ángel Bastardo» (Lanzamiento 09/09/2021) | 4:07     |  |
| 2.        | «Modo Perverso» (Lanzamiento 08/10/2021)  | 4:22     |  |
| 3.        | «Rojo» (Lanzamiento 14/03/2022)           | 4:28     |  |

- 2024: Pase lo que pase

| Sencillos |                                                           |          |  |
| N.º       | Título                                                    | Duración |  |
| 1.        | «OBDC (con Miny)» (Lanzamiento 01/10/2023)                | 3:00     |  |
| 2.        | «Espejo Roto» (Lanzamiento 11/01/2024)                    | 4:12     |  |
| 3.        | «El Ojo del Huracán» (Lanzamiento 22/04/2024)             | 4:32     |  |
| 4.        | «Los Unos y los Otros» (Lanzamiento 06/06/2024)           | 3:34     |  |
| 5.        | «Lo Esencial (con César Andino)» (Lanzamiento 05/09/2024) | 4:36     |  |

### EPs
- 2021 El Comienzo (Live Session)
- 2022 Rompiendo Silencios

## Videografía
| Año  | Canción            | Álbum / EP          |
| ---- | ------------------ | ------------------- |
| 2021 | «Ángel Bastardo»   | La Cura             |
| 2021 | «Modo Perverso»    | La Cura             |
| 2021 | «Rojo»             | La Cura             |
| 2022 | «Aguantar»         | Rompiendo Silencios |
| 2022 | «El Reino Maldito» | Rompiendo Silencios |
| 2023 | «OBDC»             |                     |

| Año  | Día/mes | Canción / evento      | Álbum / EP                 | Lugar                            |
| ---- | ------- | --------------------- | -------------------------- | -------------------------------- |
| 2020 | 29 dic  | «Hijos del Dolor»     | El Comienzo (Live Session) | Estadio Malvinas Argentinas      |
| 2020 | 29 dic  | «Lástima»             | El Comienzo (Live Session) | Estadio Malvinas Argentinas      |
| 2020 | 29 dic  | «Un Día de Furia»     | El Comienzo (Live Session) | Estadio Malvinas Argentinas      |
| 2020 | 29 dic  | «Fuego del Cielo»     | El Comienzo (Live Session) | Estadio Malvinas Argentinas      |
| 2021 | 28 nov  | Rockaxis Live Sesión  | La Cura                    | Sala de Ensayo de Arde la Sangre |
| 2021 | 09 dic  | Unisono Live Session  | La Cura                    | Estudios Unisono Cerati          |
| 2022 | 03 dic  | «Aguantar» (One Shot) | Rompiendo Silencios        | Teatro Flores                    |

## Otras presentaciones
| Año  | Día / mes | Canciones                                                                                | Lugar                                    | Datos                                                              |
| ---- | --------- | ---------------------------------------------------------------------------------------- | ---------------------------------------- | ------------------------------------------------------------------ |
| 2021 | 19 may    | «Fuego del Cielo»                                                                        | Sala de Ensayo de Arde la Sangre         | Para el programa de TV Banda Soporte                               |
| 2021 | 16 jun    | «Lástima» (acústico)                                                                     | Teatro Premier                           | Para CMTV                                                          |
| 2021 | 08 oct    | «Ángel Bastardo» y «Lástima» (acústicos)                                                 | Estudio Luis Alberto Spinetta (Vórterix) | Marcelo Corvalán y Luciano Farelli para Charlatown                 |
| 2021 | 20 oct    | «Ángel Bastardo» y «Lástima» (acústicos), «Cerca de la Revolución» (Charly García cover) | Urbana Play 104.3 FM                     | Para el programa Todo Pasa                                         |
| 2021 | 22 oct    | «Creo» (acústico)                                                                        | 93.7 Nacional Rock                       | Mex Urtizberea en el teclado                                       |
| 2021 | 16 nov    | «Ángel Bastardo», «Creo» y «Lástima» (acústicos)                                         | Quiero Música TV                         | Marcelo Corvalán, Luciano Farelli y Tery Langer para Banda Soporte |
| 2021 | 26 nov    | «Ángel Bastardo», «Creo» y «Lástima» (acústicos)                                         | Radio Pop                                | Para el programa Bondi Libre                                       |
| 2022 | 23 ene    | «Creo» (acústico)                                                                        | Casa Temple                              | Día del músico, por Altafonte                                      |
| 2022 | 25 nov    | «Acertijos», «Ángel Bastardo» y «Creo» (acústicos)                                       | Urbana Play 104.3 FM                     | Para el programa Perros de la Calle                                |
| 2023 | 28 feb    | «Rebelión» y «Todo es Vanidad»                                                           | Cypress Company                          | Playtrough para Neural DSP, por Luciano Farelli y Tery Langer      |